# 昝雲鶴
昝雲鶴（1557年—？年），字鳴宇，三原人，明朝政治人物。

## 生平
萬曆二十年壬辰科第三甲第十七名進士。歷官順慶府知府。仕至四川、廣西參政。